# Definiciones de crímenes de guerra japoneses
Existen diferencias de un país a otro en cuanto a la definición de los crímenes de guerra japoneses. Los crímenes de guerra se han definido en términos generales como violaciones de las leyes o costumbres de la guerra, que incluyen crímenes contra combatientes enemigos o contra enemigos no combatientes. Los crímenes de guerra también incluyeron ataques deliberados contra ciudadanos y propiedades de estados neutrales, ya que entran en la categoría de no combatientes, como en el ataque a Pearl Harbor. Personal militar del Imperio de Japón ha sido acusado y/o condenado por cometer muchos de estos actos durante el período del imperialismo japonés desde finales del siglo XIX hasta mediados del siglo XX. Han sido acusados de llevar a cabo una serie de abusos de derechos humanos contra civiles y prisioneros de guerra en toda la región de Asia oriental y el Pacífico occidental. Estos acontecimientos alcanzaron su apogeo durante la Segunda Guerra Chino-Japonesa de 1937-45 y las campañas de Asia y el Pacífico de la Segunda Guerra Mundial (1941-45).
En el propio Japón, la descripción de acontecimientos particulares como crímenes de guerra -y los detalles específicos de estos acontecimientos- son a menudo cuestionados por los nacionalistas japoneses, como Tsukurukai (por la Sociedad para la Reforma de los Libros de Historia). Estas organizaciones y sus actividades son objeto de controversia y se supone que son ejemplos de revisionismo histórico.

## Ley internacional
Aunque el Convenio de Ginebra de 1929 sobre prisioneros de guerra establecía las normas sobre el trato que se debía dar a los prisioneros de guerra, el Imperio del Japón nunca firmó el acuerdo (excepto el Convenio de Ginebra de 1929 sobre los enfermos y los heridos). Sin embargo, muchos de los presuntos delitos cometidos por el personal imperial también constituían violaciones del código de derecho militar japonés, que las autoridades japonesas ignoraban o no aplicaban. El imperio también violó disposiciones del Tratado de Versalles, como el artículo 171, que prohibía el uso de armas químicas, y otros acuerdos internacionales firmados por Japón, como las Convenciones de La Haya de 1899 y 1907, que protegen a los prisioneros de guerra (POWs). Según el historiador Akira Fujiwara, Hirohito ratificó personalmente el 5 de agosto de 1937 una propuesta de su jefe de Estado Mayor, el príncipe Kan'in, para que se eliminara la limitación de esas convenciones sobre el trato de los prisioneros chinos.

### Japón y los tratados internacionales
En Japón, el término "crímenes de guerra japoneses" se refiere generalmente a casos juzgados por el Tribunal Militar Internacional para el Lejano Oriente, también conocido como los juicios de Tokio, tras el final de la Guerra del Pacífico. El tribunal no procesó las acusaciones de crímenes de guerra que involucraban a oficiales de rango medio o a personal subalterno. Esos problemas se trataron por separado en otras ciudades de la región de Asia y el Pacífico.
El gobierno japonés dijo que Japón no era signatario de la Convención de Ginebra de 1929 sobre Prisioneros de Guerra, aunque sí lo era de la Convención de La Haya de 1907, que proporcionaba un trato humano a los prisioneros de guerra, y de la Convención de Ginebra de 1929 sobre las Fuerzas Armadas Enfermas y Heridas en el Terreno, que proporcionaba un trato humano a los combatientes enemigos heridos, enfermos o cualquier otra causa en el campo de batalla. También firmó el Pacto Kellogg-Briand en 1929, con lo que sus acciones en 1937-45 quedaron sujetas a acusaciones de crímenes contra la paz, una acusación que se introdujo en los Juicios de Tokio para enjuiciar a los criminales de guerra de clase A (Los criminales de guerra de clase B son los que son declarados culpables de crímenes de guerra per se, y los criminales de guerra de clase C son los que son culpables de crímenes de lesa humanidad). Sin embargo, no es necesario que el gobierno japonés reconozca las condenas por esos delitos, ya que el Pacto Kellogg-Briand no contenía una cláusula de aplicación de la ley que estipulara sanciones en caso de violación. 
El gobierno japonés aceptó los términos establecidos por la Declaración de Potsdam (1945) después del fin de la guerra. La declaración aludía, en el artículo 10, a dos tipos de crímenes de guerra: uno era la violación de las leyes internacionales, como el abuso de prisioneros de guerra (POWs); el otro era la obstrucción de las "tendencias democráticas entre el pueblo japonés" y las libertades civiles dentro de Japón.

### Ley japonesa
La ley japonesa no reconoce como delincuentes a los condenados en los juicios de Tokio y otros juicios, a pesar de que los gobiernos de Japón han aceptado las sentencias dictadas en los juicios y en el Tratado de San Francisco (1952). Esto se debe a que el tratado no menciona la validez legal del tribunal. En el texto japonés, la palabra utilizada para "aceptar" es judaku, a diferencia del shounin más fuerte ("aprobar"). Los condenados no han tenido la posibilidad, en virtud de la legislación japonesa, de apelar, ya que el Tribunal de Tokio y otros tribunales de crímenes de guerra no tienen competencia en la legislación japonesa. En circunstancias normales, viola una serie de principios fundamentales del procedimiento legal moderno castigar a alguien cuyo crimen y pena se definieron sólo después de los hechos. Si Japón hubiera certificado la validez legal de los tribunales de crímenes de guerra en el Tratado de San Francisco, esto podría haber resultado en que los tribunales japoneses revocaran tales veredictos. Cualquiera de estos resultados habría creado crisis políticas internas y habría sido inaceptable en los círculos diplomáticos internacionales.
El consenso de los juristas japoneses actuales sobre la posición jurídica del tribunal de Tokio es que, como condición para poner fin a la guerra, los Aliados exigieron una serie de condiciones, incluida la ejecución y/o el encarcelamiento de aquellos a quienes consideraban responsables de la guerra. Estas personas fueron definidas como culpables por un tribunal organizado por los Aliados. El gobierno japonés aceptó estas demandas en la Declaración de Potsdam y luego aceptó la sentencia real en el Tratado de San Francisco, que oficialmente puso fin al estado de guerra entre Japón y los Aliados. Aunque las penas impuestas a los condenados, incluida la ejecución, pueden considerarse una violación de sus derechos legales técnicos, la Constitución permite tales violaciones si se sigue el procedimiento legal adecuado, en aras del interés público general. Por lo tanto, cualquier ejecución y/o encarcelamiento es constitucionalmente válido, pero no tiene relación con el derecho penal japonés. Por lo tanto, los condenados como criminales de guerra no se definen como criminales en Japón, aunque su ejecución y encarcelamiento se consideran legalmente válidos.

## Definiciones internacionales
Fuera de Japón, las diferentes sociedades utilizan plazos muy diferentes para definir los crímenes de guerra japoneses. Por ejemplo, la anexión de Corea por Japón en 1910 fue seguida de la abolición del sistema de clases tradicional por Joseon y la modernización contra el pueblo coreano. Así, algunos coreanos se refieren a los "crímenes de guerra japoneses" como acontecimientos que ocurrieron durante el período poco antes de 1910 a 1945. Acontecimientos como el movimiento del 1 de marzo, en el que murieron 7.000 personas, y el asesinato de la emperatriz Myeongseong se consideran crímenes de guerra en Corea. En comparación, los Estados Unidos no entraron en conflicto militar con Japón hasta 1941, por lo que los estadounidenses pueden considerar que los "crímenes de guerra japoneses" abarcan sólo aquellos eventos que ocurrieron entre 1941 y 1945.
Un factor que complica las cosas es que una minoría de la población de todos los países de Asia y el Pacífico invadidos por Japón colaboró con el ejército japonés, o incluso sirvió en él, por una amplia variedad de razones, como dificultades económicas, coacción o antipatía hacia otras potencias imperialistas. Muchos coreanos sirvieron en las fuerzas armadas imperiales. El ejército de Formosa, que formaba parte del ejército imperial japonés, fue reclutado entre hombres de etnia china en Formosa. El Ejército Nacional Indio, bajo Subhas Chandra Bose, es quizás el ejemplo más conocido de un movimiento opuesto al imperialismo europeo, que se formó durante la Segunda Guerra Mundial para ayudar al ejército japonés. Destacados nacionalistas individuales en otros países, como el posterior presidente indonesio, Suharto, también sirvieron con las fuerzas imperiales japonesas. La líder nacionalista birmana Aung San se puso inicialmente del lado de los japoneses, formando el Ejército Nacional Birmano, pero se volvió contra ellos a principios de 1945. En algunos casos, este personal no japonés también es responsable de crímenes de guerra cometidos por el Imperio del Japón. B. V. A. Roling, el juez holandés en los juicios de Tokio, señaló que "muchos de los comandantes y guardias de los campos de prisioneros de guerra eran coreanos, ya que los japoneses aparentemente no confiaban en ellos como soldados". Añadió que a menudo se decía que los guardias coreanos eran "mucho más crueles que los japoneses". Un coreano describió abyectos prisioneros de guerra aliados: "Ahora he visto lo depravado y despreciable que es el hombre blanco." Por razones políticas, muchos miembros no japoneses de las fuerzas armadas imperiales nunca fueron investigados ni juzgados después de 1945. Especialmente en Corea del Sur, se alega que estas personas a menudo podían adquirir riquezas participando en actividades de explotación con el ejército japonés. Además, en Corea del Sur se alega que algunos antiguos colaboradores han encubierto crímenes de guerra "japoneses" para evitar su propio enjuiciamiento o revelación.
Hubo amplio acuerdo en que los actos cometidos por Japón contra pueblos sujetos a su soberanía en el contexto de guerra civiles (Como la 1930 Incidente Wushe) y los conflictos interestatales entre 1895 y 1945 no fueron crímenes de guerra porque derecho internacional humanitario no tenía ninguna regla establecida para el primero durante estos años y sólo estipula la protección de nacionales enemigos y neutrales en estos últimos. La cuestión de la soberanía De iure de Japón sobre lugares como Corea y Formosa, antes de 1945, es objeto de controversia. El control japonés fue aceptado y reconocido internacionalmente y fue justificado por instrumentos como el Tratado de Shimonoseki (1895, que incluía la cesión de Taiwán por parte de China) y el Tratado de Anexión Japón-Corea (1910). La legalidad del Tratado de Anexión Japón-Corea, en particular, está en duda porque no fue firmado por el jefe de Estado coreano; fue firmado por ministros del gobierno. Las poblaciones nativas no fueron consultadas sobre los cambios de soberanía y hubo una resistencia constante al dominio japonés; Según el derecho internacional vigente, los sujetos pueden considerarse bajo ocupación militar beligerante en la que se aplican las reglas aplicables a los conflictos interestatales (Ver Corea bajo el dominio japonés y Taiwán bajo el dominio japonés para más detalles.)